# Glossophaga morenoi
Glossophaga morenoi är en däggdjursart som beskrevs av Martinez och Martín Villa Carenzo 1938. Glossophaga morenoi ingår i släktet Glossophaga, och familjen bladnäsor. IUCN kategoriserar arten globalt som livskraftig.

## Beskrivning
Arten har 32 till 36,5 mm långa underarmar. Pälsen bildas av hår som är ljus vid roten och mörk på spetsen. Allmänt liknar Glossophaga morenoi de andra släktmedlemmarna men den avviker i olika detaljer av tändernas konstruktion.
Individerna vilar i grottor, i bergssprickor, i håligheter i murar, i vägtrummor och i liknande gömställen.

## Underarter
Tre underarter finns listade, varav en är ifrågasatt:
- G. morenoi brevirostris
- G. morenoi mexicana (oftast synonym)
- G. morenoi morenoi

## Utbredning
Glossophaga morenoi är en sydamerikansk art som är endemisk för Mexiko (Simmons, 2005). Den förekommer upp till 1500 meters höjd över havet, men vanligen på under 300 meters höjd. Habitatet utgörs av blandskogar, buskskogar samt av klippiga områden med glest fördelad växtlighet.